# Nicolás Fernández (football)
Pour les articles homonymes, voir Nicolás Fernández (homonymie).
Nicolás Fernández, né le 11 janvier 2000 à Buenos Aires, est un footballeur argentin qui évolue au poste de milieu offensif au New York City FC.

## Biographie

### Carrière en club
Né à Buenos Aires en Argentine, Nicolás Fernández est formé par le San Lorenzo,, où il commence sa carrière professionnelle. Il joue son premier match avec l'équipe première du club le 14 novembre 2020, à l'occasion d'une rencontre de Coupe Diego Armando Maradona contre l'Aldosivi. Il entre en jeu à la place de Gino Peruzzi vers fin du match et son équipe s'impose 4-1. Il joue son premier match le 7 décembre 2020, lors du match nul 0-0 lors de la confrontation retour contre les mêmes adversaires dans la compétition.
Le 1er septembre 2022, Fernández est transféré en Espagne, signant un contrat de cinq ans avec l'équipe de la Liga du Elche CF.

### Carrière en sélection
En novembre 2022, il est appelé pour la première fois en équipe d'Argentine par Lionel Scaloni, figurant dans la pré-liste pour le Coupe du monde 2022.